# 行动党 (意大利)
行动党（義大利語：Partito d'Azione）是意大利历史上第一个有组织的政党，活跃于意大利统一前后（1853年—1867年）。该党的领袖是朱塞佩·马志尼。